# Nagatsuki (Schiff, 1927)
Die Nagatsuki (jap. 長月, dt. „September“) war ein Zerstörer der Mutsuki-Klasse der Kaiserlich Japanischen Marine.

## Geschichte
Das Schiff wurde von der Ishikawajima Co. in Tokio gebaut und lief dort am 6. April 1926 vom Stapel. Die Indienststellung erfolgte am 30. April 1927 und 1928 wurde es auf den Namen Nagatsuki getauft, da es vorher nur mit einer Nummer (Nr. 30) benannt wurde. Der Zerstörer wurde am 6. Juli 1943 versenkt.